# Anders Wångenberg
Anders Wångenberg, född 15 augusti 1766 i Vånga socken i Östergötlands län, död 31 december 1839 i Hovs socken i Östergötlands län, var en svensk präst.

## Biografi
Anders Wångenberg föddes 1766 på Grensholmen i Vånga socken. Han var son till smeden Jon Persson och Maria Jonsdotter. Wångenberg blev 1787 student vid Uppsala universitet och filosofie kandidat 1790. Han blev filosofie magister 1791 och prästvigdes 8 juni 1792 till slottspredikant i Linköping. Wångenberg avlade pastoralexamen 19 september 1795 och blev 14 september 1802 kyrkoherde i Hovs församling, där han tillträdde 1803. Han var 1805 respondent vid prästmötet och blev 1 november 1817 prost. Wångenberg avled 1839 i Hovs socken.
Wångenberg gifte sig 2 oktober 1803 med Johanna Gustafva Ölander (1786–1848). Hon var dotter till kyrkoherden Arvid Abraham Ölander och Maria Johansdotter i Ölmstads socken. De fick tillsammans barnen Johan Arvid Vilhelm (1804–1863), Anders Fredrik (1807–1807), Nils Fredrik (1808–1876), Jacob Marcus (1821–1826) och Anna Maria (1821–1896).